# Anne Schaefer
Anne Schaefer (10 de julio de 1870 – 3 de mayo de 1957) fue una actriz estadounidense. Apareció en 147 películas entre 1911 y 1938. Era la tía de las actrices Eva y Jane Novak. Nació en San Luis, Misuri y falleció en Los Ángeles, California, a los 86 años.

## Filmografía parcial
| - Cinders (1913) - Johanna Enlists (1916) - The Price of a Good Time (1917) - The Little Princess (1917) - Social Briars (1918) - Cupid Forecloses (1919) - Over the Garden Wall (1919) - A Fighting Colleen (1919) - Pegeen (1920) | - Mrs. Temple's Telegram (1920) - The City of Masks (1920) - Main Street (1923) - Heritage of the Desert (1924) - West of the Water Tower (1924) - The Tower of Lies (1925) - The Devil Dancer (1927) - The Night Flyer (1928) - Lilies of the Field (1930) |